# Viévy
Viévy – miejscowość i gmina we Francji, w regionie Burgundia-Franche-Comté, w departamencie Côte-d’Or.
Według danych na rok 1990 gminę zamieszkiwały 352 osoby, a gęstość zaludnienia wynosiła 11 osób/km² (wśród 2044 gmin Burgundii Viévy plasuje się na 567. miejscu pod względem liczby ludności, natomiast pod względem powierzchni na miejscu 148.).